# Secunderabad
Secunderabad è una suddivisione dell'India, classificata come cantonment board, di 204.182 abitanti, situata nel distretto di Hyderabad, nello stato federato del Telangana. In base al numero di abitanti la città rientra nella classe I (da 100.000 persone in su).

## Geografia fisica
La città è situata a 17° 26' 60 N e 78° 30' 0 E e ha un'altitudine di 542 m s.l.m..

## Società

### Evoluzione demografica
Al censimento del 2001 la popolazione di Secunderabad assommava a 204.182 persone, delle quali 103.274 maschi e 100.908 femmine. I bambini di età inferiore o uguale ai sei anni assommavano a 22.282, dei quali 11.393 maschi e 10.889 femmine. Infine, coloro che erano in grado di saper almeno leggere e scrivere erano 149.245, dei quali 80.264 maschi e 68.981 femmine.